# 428 Monachia
Monachia (asteroide 428) é um asteroide da cintura principal com um diâmetro de 17,65 quilómetros, a 1,8940329 UA. Possui uma excentricidade de 0,1792709 e um período orbital de 1 280,5 dias (3,51 anos).
Monachia tem uma velocidade orbital média de 19,60644658 km/s e uma inclinação de 6,199º.
Este asteroide foi descoberto em 18 de novembro de 1897 por Walter Augustin Villiger.